# ذاکر باقرف
ذاکر باقرف (ترکی آذربایجانی: Zakir Nəriman oğlu Bağırov; ۲۱ دسامبر ۱۹۲۹ – ۳۱ مارس ۱۹۸۹) سیاست‌مدار، وزیر فرهنگ و نماینده شورای عالی جمهوری شوروی سوسیالیستی آذربایجان بود.

## زندگی‌نامه
ذاکر باقرف ۲۱ دسامبر سال ۱۹۲۹ در شهر شوشیی جمهوری شوروی سوسیالیستی آذربایجان به دنیا آمد. وی در دانشگاه هوانوردی مسکو تحصیل گرفت. لیکن از آنجا که پایش را در ورزش شکست، نتوانست به عنوان خلبان استخدام شود. بی درنگ از بازگشت به باکو از مسکو، تصمیم گرفت پس از مداوای طولانی‌مدت به ادامه تحصیل بپردازد.
در سال ۱۹۵۳ ذاکر باقرف از دانشگاه دولتی باکو فارغ‌التحصیل شد. سپس، در مقطع کارشناسی ارشد در دانشکده فلسفه آکادمی ملی علوم شوروی درس خواند. پس از فارغ‌التحصیلی به آذربایجان بازگشت و به ریاست قسمت فلسفه در آکادمی ملی علوم آذربایجان رسید.

## فعالیت
ذاکر باقرف در سال ۱۹۷۱ به عنوان وزیر فرهنگ آذربایجان شوروی تعیین شد. در دوره ریاست وی بر این وزارتخانه، نه تنها آکادمی رقص آذربایجان و تئاتر دولتی آهنگ آذربایجان بنیان‌گذاری شدند، بلکه موزه‌های خانگی عزیر حاجی‌بیگف، صمد وورغون، جعفر جبارلی و نیز سیرک آذربایجان گشایش یافتند.
در سال ۱۹۸۷ ذاکر باقرف با هدف توسعه روابط شوروی با ترکیه راهی ترکیه شده و با مسعود ییلماز، همتای ترک خود دیدار کرد.
ذاکر باقرف ۳۱ مارس سال ۱۹۸۹ در باکو درگذشت.